# Durex
Durex este o marcă de prezervative și lubrifianți personali deținută de Reckitt Benckiser. A fost inițial dezvoltat la Londra sub competența London Rubber Company și British Latex Products Ltd, unde a fost fabricat între 1932 și 1994. London Rubber Company a fost înființată în 1915 și marca Durex („Durabilitate, fiabilitate și excelență ") a fost lansat în 1929, deși London Rubber nu a început să producă prezervative de marcă proprie până în 1932, în colaborare cu un student în tehnologia cauciucului din Polonia, numit Lucian Landau. Prima carte despre The London Rubber Company și istoria prezervativelor Durex, scrisă de Jessica Borge, a fost publicată în septembrie 2020 de McGill-Queen's University Press.